# Lijst van attracties in Ferrari Land
Deze pagina weergeeft een lijst van de 18 attracties in Ferrari Land.
| Naam                             | Opening       | Attractietype          | Afbeelding |
| -------------------------------- | ------------- | ---------------------- | ---------- |
| Champions Race                   | 20 april 2018 | Draaimolen             |            |
| Crazy Pistons                    | 6 april 2017  | Fly Over               |            |
| Flying Dreams                    | 6 april 2017  | Panoramavliegsimulator |            |
| Flying Race                      | 6 april 2017  | Draaimolen met armen   |            |
| Junior Championship              | 20 april 2018 | Speedway               |            |
| Junior Red Force                 | 20 april 2018 | Stalen achtbaan        |            |
| Kids Podium                      | 20 april 2018 | Speeltuin              |            |
| Kids Tower                       | 20 april 2018 | Vrije val              |            |
| Maranello Grand Race             | 6 april 2017  | Rondrit                |            |
| Racing Legends                   | 6 april 2017  | Simulator              |            |
| Red Force                        | 6 april 2017  | Stalen lanceerachtbaan |            |
| Thrill Towers: Bounce-Back Tower | 6 april 2017  | stuitertoren           |            |

## Andere activiteiten
| Naam                    | Opening      | Type             |
| ----------------------- | ------------ | ---------------- |
| Ferrari Land Gallery    | 6 april 2017 | Tentoonstelling  |
| Pit Stop Record         | 6 april 2017 | Pitstopsimulator |
| Pole Position Challenge | 6 april 2017 | Sim racing       |